# Capricornio

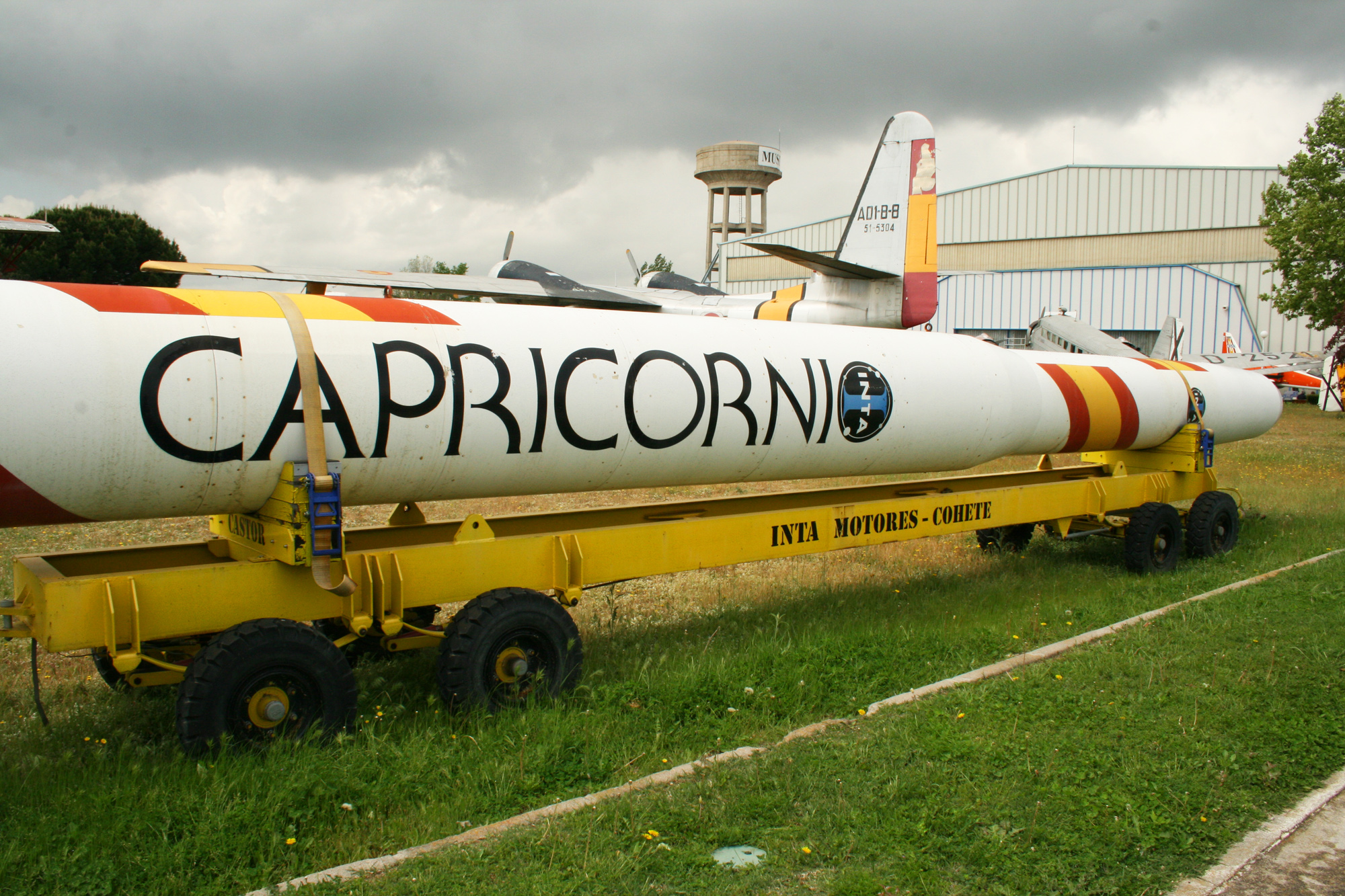
Maquette d'une fusée Capricornio.

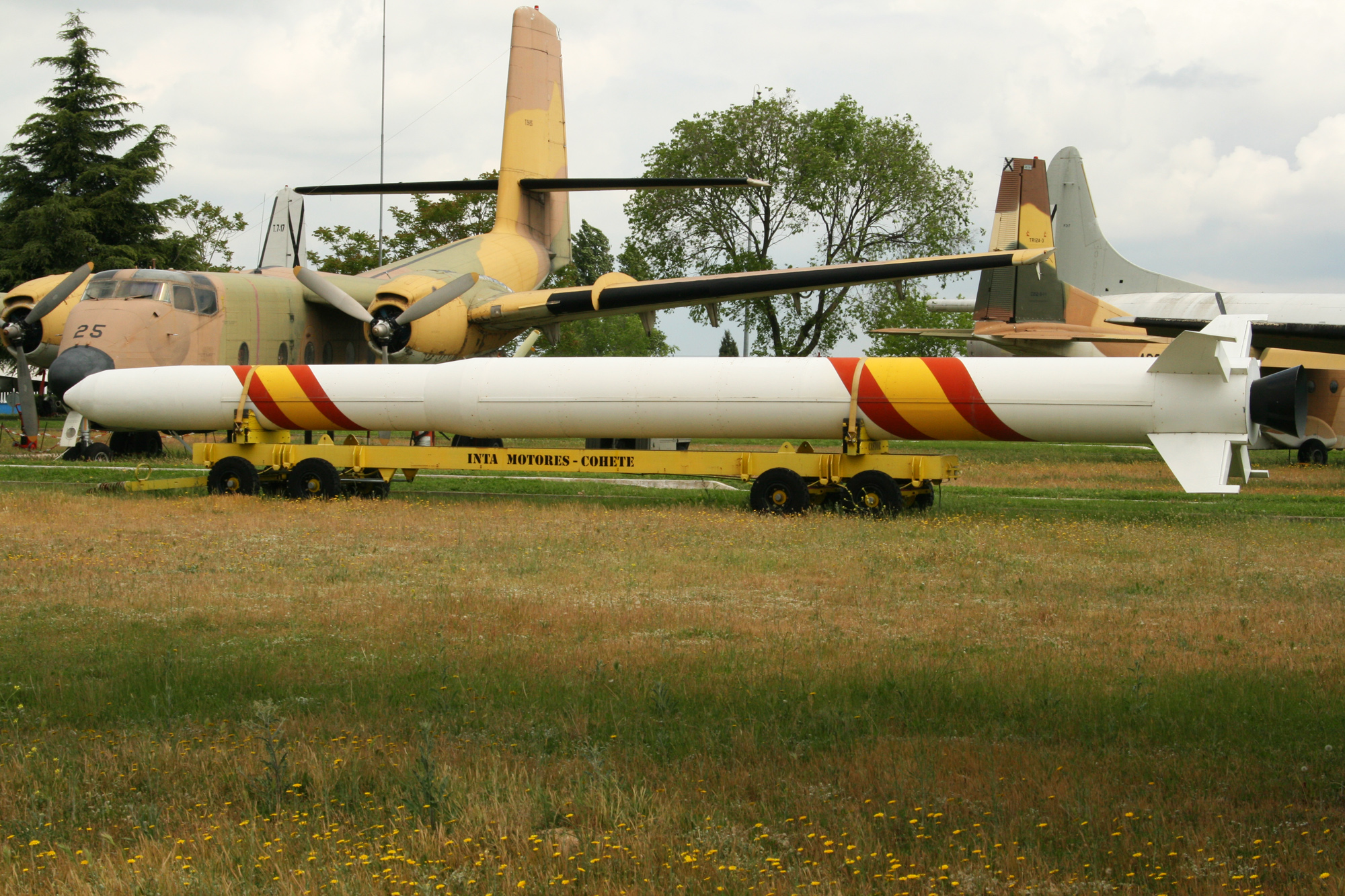
Maquette d'une fusée Capricornio.

Le programme Capricornio était un programme du gouvernement espagnol des années 1990 visant à développer un lanceur espagnol mettant à la disposition de la communauté scientifique et des communications la possibilité de lancements rapides à un prix raisonnable. Dans ce cadre, les fusées Argos et Capricorne ont été développées, et la construction d'une base de lancement sur l'île de El Hierro était prévue.

## Description
La fusée Capricorne, qui porte le nom du programme, était une fusée à trois étages, avec des moteurs propulsés par du combustible solide, et capable d'injecter un satellite de 50 kilogrammes en orbite polaire à 600 km d'altitude. Son développement a commencé en 1991 par l'INTA mais a été annulé en 2000.